# 小泉蓮
小泉 蓮（こいずみ れん、4月11日 - ）は、日本の漫画家。血液型はA型。山形県出身。

## 来歴・人物
2007年、小学館の『Sho-Comi』増刊2月14日号にて掲載された「もっと知りたい!」でデビュー（当時27歳）。
『Sho-Comi』でデビュー前のアシスタント時は、宙出版やエンターブレインにて、ゲームのアンソロジーを執筆しながら活動をしていた。
投稿時代には『Sho-Comi』の他に『COMITIA』（小学館）や『りぼん』（集英社）へも作品を投稿した経験がある。
デビューから第4作目の「恋のミラクル☆エクササイズ」で『Sho-Comi』本誌初掲載を果たす。
2008年に『Sho-Comi』増刊号にて発表された読み切り、「この胸の音に名前をつけましょう」が、人気を博したことから異例で続編として「意地悪だけど愛おしい貴方へ」で本誌にて掲載された。

## 作品一覧

### 連載作品
- その星を僕たちは恋と呼ぶことにする。（2013年『Sho-Comi』本誌22号 - 24号）
- 恋して、涙。～そんなつもりじゃなかったのに～（2015年『Sho-Comi』本誌9号 - 11号）
- 永遠の六花〈ゆき〉（2016年『Sho-Comi』本誌2号 - 5号）
- 初恋を抱きしめる（2016年Sho-Comi』本誌19号・20号）
- レオン君は今日も止まらないっ（2017年『Sho-Comi』増刊1月13日号 - 9月15日号）

### 読み切り作品
- もっと知りたい!（2007年『Sho-Comi』増刊2月14日号） - デビュー作
- 結ばれタイ☆（2007年『Sho-Comi』増刊4月15日号）
- ドキドキDAYS（2007年『Sho-Comi』増刊8月15日号）
- 恋のミラクル☆エクササイズ（2007年『Sho-Comi』本誌17号・別冊付録）
- きょうのごはん（2007年『Sho-Comi』増刊10月15日号）
- DAISUKI☆☆（2007年『Sho-Comi』増刊12月15日号）
- bitter*sweet（2008年『Sho-Comi』増刊2月14日号）
- この胸の音に名前をつけましょう（2008年『Sho-Comi』増刊4月15日号）
- 意地悪だけど愛おしい貴方へ（2008年『Sho-Comi』本誌9号）
- レモンドロップ（2008年『Sho-Comi』増刊6月15日号） - 初扉絵カラー作
- 君とつながるために（2008年『Sho-Comi』本誌17号）
- 恋模様秘密色♥（2008年『Sho-Comi』増刊10月15日号）
- 悪魔で純情（2008年『Sho-Comi』増刊12月15日号）
- 気になるあいつ（2009年『Sho-Comi』増刊2月14日号）
- オオカミ少年少女（2009年『Sho-Comi』増刊4月15日号）
- With you（2009年『Sho-Comi』本誌10号・別冊付録）
- 叫べ、声の限り!!（2009年『Sho-Comi』本誌13号）
- 男子注意報!!（2009年『Sho-Comi』増刊8月15日号）
- キミの秘密はオレのもの（2009年『Sho-Comi』本誌17号・別冊付録）
- まんが家ダーリン♥（2009年『Sho-Comi』本誌20号）
- 仮恋のススメ（2009年『Sho-Comi』増刊12月15日号）
- 君が欲しいキスも欲しい（2010年『Sho-Comi』本誌3.4合併号）
- 年上カレシ（2010年『Sho-Comi』増刊4月15日号）
- 純情ロマンチスト（2010年『Sho-Comi』本誌9号）
- 俺のプリンセス（2010年『Sho-Comi』増刊6月15日号）
- 本気で恋する1秒前（2010年『Sho-Comi』増刊8月15日号）
- それは恋かもしれない（2010年『Sho-Comi』増刊10月15日号）
- 世界が終わるまで（2010年『Sho-Comi』増刊12月15日号）
- 私のモテカレ（2011年『Sho-Comi』増刊4月15日号）
- 君に伝えたいことがあるんだ（2011年『Sho-Comi』増刊8月15日号）
- とっておきのラブをあなたへ（2011年『Sho-Comi』増刊10月15日号）
- 恋するサンタちゃん♥（2011年『Sho-Comi』増刊12月15日号）
- 君のいない世界で（2012年『Sho-Comi』増刊2月14日号）
- 言いたかった、言えなかった。（『あの時、好きって言えばよかった』描き下ろし作品）
- 春にして、君を想う（2012年『Sho-Comi』本誌7号）
- 君想い片想い（2012年『Sho-Comi』本誌12号）
- 君を忘れない（2012年『Sho-Comi』増刊8月15日号）
- 君のキラキラになりたい（2012年『Sho-Comi』増刊10月15日号）
- 演技なんかじゃ、ない!!（2012年『Sho-Comi』増刊12月15日号）
- 恋するあまのじゃく（2015年『Sho-Comi』本誌17号）
- 私とあいみみしませんか？（2015年『Sho-Comi』増刊8月15日号[3]） - 太田基裕をモデルとしたキャラクターが登場
- そらの傷痕（2016年『Sho-Comi』増刊7月15日号）
- ねむりの国（2019年『Sho-Comi』増刊 6月15日号、2020年『＆フラワー』4号）

## 刊行作品
- その星を僕たちは恋と呼ぶことにする。
- さよなら、ヒーロー。
- 初恋、片恋。〜もう友達じゃいられない〜
- 恋して、涙。〜そんなつもりじゃなかったのに〜
- 永遠の六花
- 初恋を抱きしめる
- レオン君は今日も止まらないっ

### オムニバス作品
- 先生〜これが、恋ですか?〜
  - 「レモンドロップ」収録
- 恋、ぴんく。〜私の気持ち、聞いてくれる?〜
  - 「その背中は近くて遠い」収録
- 愛、永遠。
  - 「君のキラキラになりたい」収録
- 花嫁・限定〜しあわせで、とけちゃう〜
  - 「年上彼氏」収録
- あの時、好きって言えばよかった
  - 「言いたかった、言えなかった。」収録
- せつない春〜きゅうっとなる片想い〜
  - 「春にして、君を想う」収録
- あいみみ〜大好きなキミをひとりじめ〜
  - 「私とあいみみしませんか?」収録